# 九三式/一〇〇式火焔発射機
九三式小火焔発射機（きゅうさんしきしょうかえんはっしゃき） / 一〇〇式火焔発射機（ひゃくしきかえんはっしゃき）は、1930年代に開発された大日本帝国陸軍の個人携帯型火炎放射器（火焔発射機）。俗称は九三式火炎放射器、一〇〇式火炎放射器など。
日中戦争・太平洋戦争における日本軍の主力火焔発射機として使用された。

## 概要

### 九三式小火焔発射機

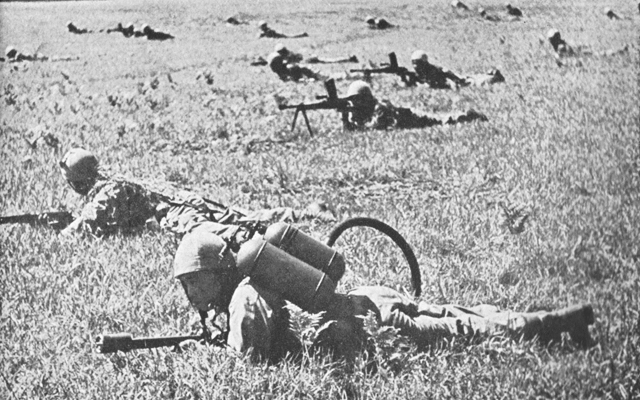
落下傘降下後に装備を整え展開後、九三式ないし一〇〇式火焔発射機を保持している陸軍落下傘部隊（挺進部隊）の挺進兵

大正時代から開発が行われ、従来制式兵器とされていた個人携帯型の一号火焔発射機の後継として開発、1934年（昭和9年）に九三式小火焔発射機として制式制定された。なお、旧式である一号火焔発射機は九三式と入れ代わりで制式を廃止されている。
構造は背負い式燃料タンク2個の間に噴射用の窒素圧縮タンクが連結され、燃料にはガソリンとタールを混合させたゲル状燃料を使用した。燃料発火方式には当初は電熱線による点火方式がとられたが、満州方面など寒冷地などでは不向きとされ、後に空包点火に変更されている。射手が保持する発射筒の後部には開閉ハンドル、前部先端には空砲用の回転弾倉と撃発機構を内蔵した円筒が設けられた。射手がハンドルを開くと燃料が発射筒内に噴き出し、同時に空砲が撃発して燃料に点火する構造であった。射手がハンドルを閉じると燃料が遮断されるとともに、弾倉が回転して次の空砲が用意される。

### 一〇〇式火焔発射機
九三式小火焔発射機の改良型として、1940年（昭和15年）頃に一〇〇式火焔発射機として制式制定された。
構造は九三式とほぼ同様であるが、発射用のノズルを筒型調整式に変更したことから、噴射距離の調整が可能となった。使用回数としては1回につき1秒間使用したとして10回程度の噴射が可能であった。

## 実戦

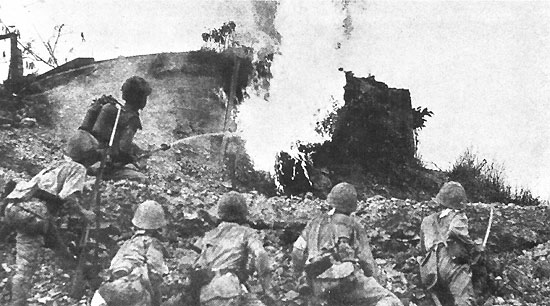
太平洋戦争（フィリピン攻略戦バターン半島戦）において、九三式ないし一〇〇式火炎発射機を使用する陸軍の兵士

これらの火焔発射機は主に歩兵・工兵（戦闘工兵）部隊に配備され、日中戦争（支那事変）・太平洋戦争（大東亜戦争）において陣地攻撃や掃射等に多用された。
日中戦争では国民革命軍や抗日ゲリラ相手に、太平洋戦争では緒戦の一連の南方作戦を筆頭に、マレー作戦・ビルマの戦い・フィリピン攻略戦など各戦線で効果的に使用された。蘭印作戦では「空の神兵」こと陸軍落下傘部隊（第1挺進団挺進第2連隊）による、「パレンバン空挺作戦」に使用予定であったが、火焔発射機を積んだ物料箱が風に流され予定位置に降下しなかったため使用できなかった。なお、1944年（昭和19年）に公開された映画『加藤隼戦闘隊』では、劇中パレンバン空挺作戦のシーンにおいて九三式ないし一〇〇式火焔発射機を装備し、トーチカに対し火焔放射を行う挺進兵の戦闘模様が描画されている。
防衛戦が主体となった大戦後半において、火焔発射機を効果的に使用することは難しくなったものの各戦線に配備されていた。硫黄島の戦いを控えた栗林忠道陸軍中将靡下の小笠原兵団もその一つであり、 1945年（昭和20年）3月8日公開の日本ニュース「第247号（「硫黄島」3分14秒、他2本）」では、陸軍指揮下の海軍陸戦隊の兵士が九三式ないし一〇〇式火焔発射機の実訓練を行う姿が捉えられている。
なお、一〇〇式の配備の遅れから九三式を以って一〇〇式の代用とされる事も多く（1941年7月）、また、九三式ないし一〇〇式の一部は制式廃止となった一号火焔発射機とともに海軍陸戦隊に供給されていた。